# International Gold Cup 1967
International Gold Cup 1967 je bila neprvenstvena dirka Formule 1 v sezoni 1967. Odvijala se je 16. septembra 1967 na dirkališču Oulton Park.

## Dirka
| Poz    | Št | Dirkač               | Moštvo                      | Konstruktor      | Krogi | Čas/Odstop.          | Št. m. |
| ------ | -- | -------------------- | --------------------------- | ---------------- | ----- | -------------------- | ------ |
| 1      | 1  | Jack Brabham         | Brabham Racing Organisation | Brabham-Repco    | 45    | 1:10:07,0            | 1      |
| 2      | 11 | Jackie Stewart       | Tyrrell Racing Organisation | Matra-Cosworth   | 45    | + 5,4 s              | 2      |
| 3      | 3  | Graham Hill          | Team Lotus                  | Lotus-Cosworth   | 45    | + 47,4 s             | 8      |
| 4      | 12 | Jo Schlesser         | Ford (France)               | Matra-Cosworth   | 45    | + 48,0 s             | 7      |
| 5      | 14 | Jean-Pierre Beltoise | Matra Sports                | Matra-Cosworth   | 45    | + 1:00,6             | 9      |
| 6      | 21 | Jochen Rindt         | Roy Winkelmann Racing       | Brabham-Cosworth | 45    | + 1:03,4             | 3      |
| 7      | 22 | Alan Rees            | Roy Winkelmann Racing       | Brabham-Cosworth | 44    | +1 krog              | 6      |
| 8      | 15 | Henri Pescarolo      | Matra Sports                | Matra-Cosworth   | 44    | +1 krog              | 12     |
| 9      | 23 | Alan Rollinson       | Frank Lythgoe Racing        | McLaren-Cosworth | 43    | +2 kroga             | 13     |
| 10     | 5  | George Pitt          | George Pitt                 | Brabham-Climax   | 42    | +3 krogi             | 18     |
| 11     | 24 | Harry Stiller        | Bob Gerard Racing           | Cooper-Cosworth  | 42    | +3 krogi             | 17     |
| 12     | 25 | John Cardwell        | Bob Gerard Racing           | Cooper-Cosworth  | 42    | +3 krogi             | 16     |
| 13 Ods | 20 | Chris Lambert        | P & M Racing Preparations   | Brabham-Cosworth | 42    | +3 krogi Brez goriva | 14     |
| Ods    | 16 | Jackie Oliver        | Team Lotus                  | Lotus-Cosworth   | 28    | Menjalnik            | 11     |
| Ods    | 10 | Jacky Ickx           | Tyrrell Racing Organisation | Matra-Cosworth   | 27    | Motor                | 5      |
| Ods    | 2  | Frank Gardner        | Brabham Racing Organisation | Brabham-Repco    | 10    | Vžig                 | 4      |
| Ods    | 17 | Robin Widdows        | Witley Racing Syndicate     | Brabham-Cosworth | 2     | Plin                 | 15     |
| Ods    | 19 | Brian Redman         | David Bridges               | Lola-Cosworth    | 2     | Motor                | 10     |